# Universidad de Maguncia

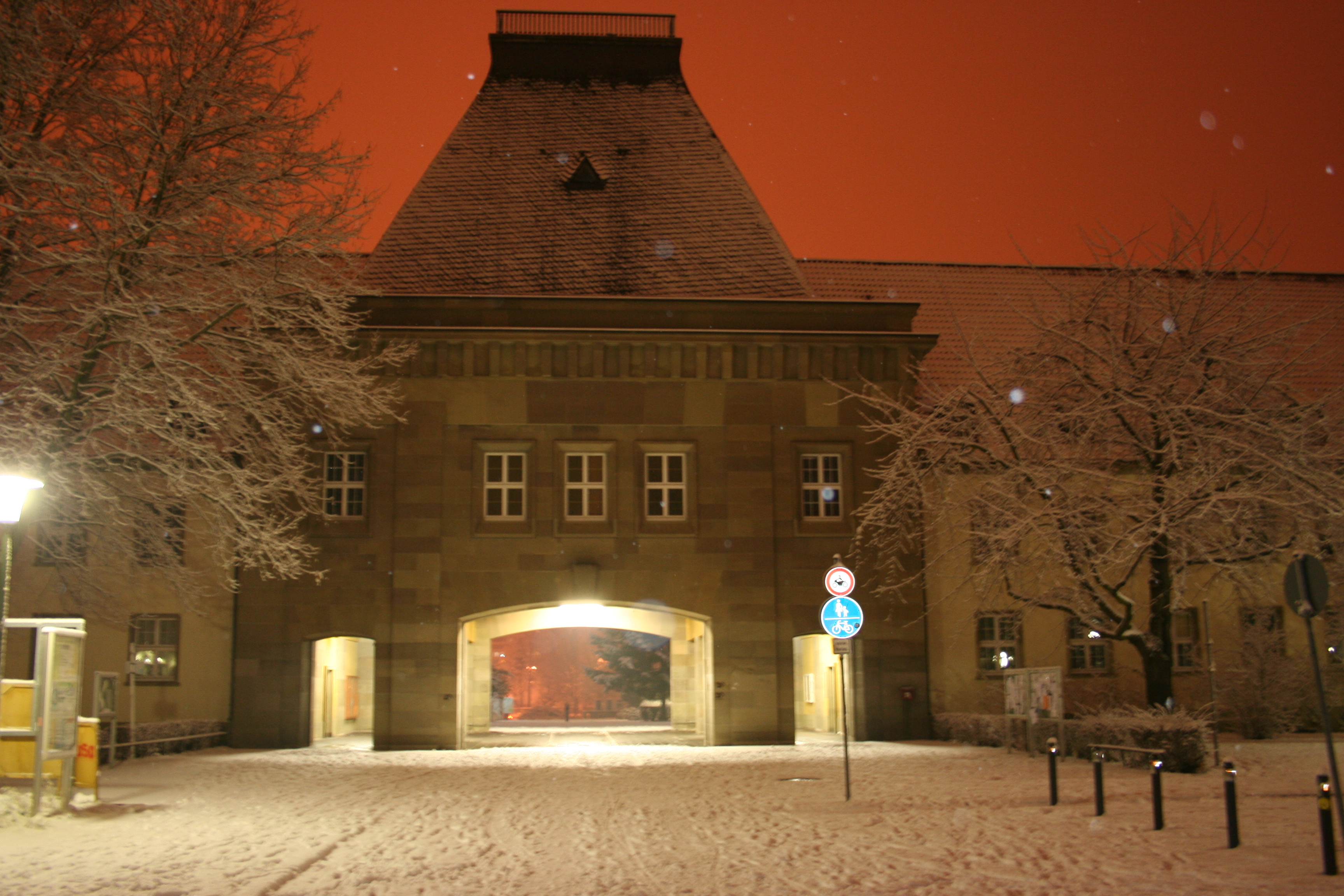
Fórum de la Universidad Johannes Gutenberg de Maguncia (Alemania) nevada.

La Universidad Johannes Gutenberg de Maguncia (en alemán, Johannes Gutenberg-Universität Mainz, abreviado JGU) es una universidad situada en Maguncia, Renania-Palatinado, Alemania, en honor al impresor Johannes Gutenberg. Con unos 33.000 estudiantes (2016) en unas 150 escuelas y clínicas, se la considera una de las mayores universidades de Alemania. En septiembre del 2010, la universidad se reorganizó en 10 facultades.

## Historia
La primera universidad de Maguncia fue obra del arzobispo de Maguncia, Adolfo II de Nassau. Por aquel entonces para crear una universidad se requería una aprobación papal, proceso que inició Adolfo II durante su cargo. Sin embargo, la universidad no ser abriría hasta 1477 de la mano del sucesor de Adolfo, Diether von Isenburg. En 1784 la universidad abrió sus puertas también a protestantes y judíos (Anselm Franz von Bentzel). Pronto se convertiría en una de las mayores universidades católicas de Europa, con 10 cátedras solo en Teología. Con la confusión tras el establecimiento de la República de Maguncia en 1792 y su reconquista posterior por los prusianos, la actividad académica se paralizó paulatinamente. En 1798 la universidad resurgió bajo el gobierno francés con clases en el departamento de medicina hasta 1823. Solo la facultad de teología continuó la enseñanza durante el siglo XIX, aunque solo fuera como un seminario teológico (desde 1877 "Colegio de Filosofía y Teología"). 

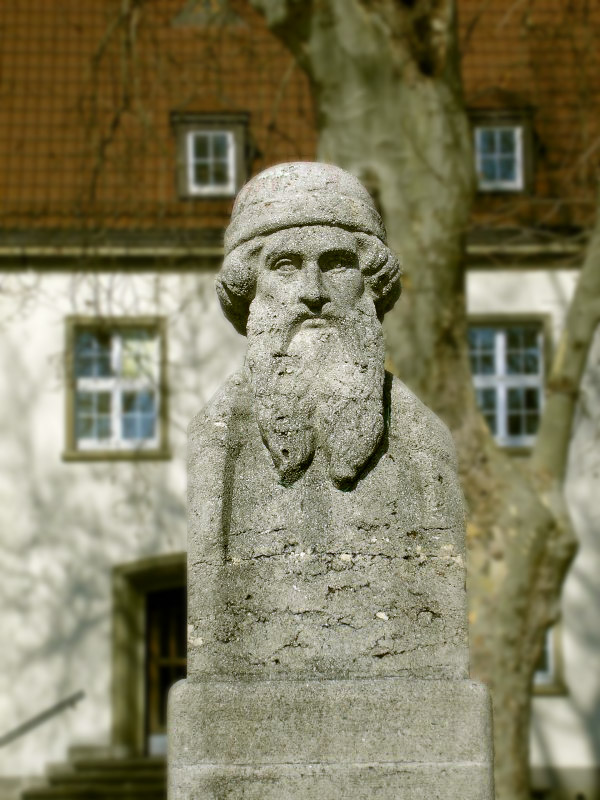
Estatua de Johannes Gutenberg en la Universidad de Maguncia.

La actual universidad Johannes Gutenberg de Maguncia fue fundada en 1946 por el poder de ocupación francés. En un decreto del 1 de marzo el gobierno militar francés se determinó que la Universidad de Maguncia debería continuar su existencia. Los restos de las barracas de la defensa antiaérea erigidos en 1938 tras la Crisis de Renania durante el Tercer Reich sirvieron como primeros edificios de la universidad, y en 2010 siguen en uso.
La continuación de la actividad académica entre la antigua universidad y la Universidad Johannes Gutenberg de Maguncia, a pesar de los más de 100 años de interrupción, es disputada. Durante el tiempo hasta su reapertura, solo sobrevivieron un seminario y un colegio de matronas.
En 1972, como resultado del Movimiento estudiantil de Alemania de 1968 la universidad sufrió una restructuración. Las facultades fueron desmanteladas y la universidad se reorganizó en áreas más amplias (Fachbereiche). Finalmente, en 1974 Peter Schneider fue elegido el primer presidente de lo que es un "grupo universitario constituido" de educación superior. En 1990 Jürgen Zöllner se convirtió en presidente de la universidad tras haber transcurrido un solo año desde que ocupara el cargo de "Ciencia y Educación Avanzada" en el estado de Renania-Palatinado. Como coordinador de la política de educación superior del partido SPD, este profesor del instituto de Química Fisiológica jugo un papel decisivo en la política de educación superior del SPD y en la introducción de las llamadas "cuentas de estudio".

## En los años 2010
La Universidad Johannes Gutenberg de Maguncia tiene aproximadamente 33.000 estudiantes (datos de 2016) y cuenta con más de 150 instituciones y clínicas.
Los campos de estudios son variados, aunque no cuente con algunos estudios técnicos como veterinaria y ciencia de la nutrición. Por otro lado, ofrece estudios como Historia de los libros, Deporte, Música, Artes Visuales, Teatro y Cinematografía.
La universidad no requiere de tasa alguna para los estudiantes convencionales, si bien puede que los estudiantes de mayor edad, los que asisten solo a las clases en calidad de visitantes y ciertos estudiantes de postgrado, sí tengan que abonar tasas. El ministerio de Ciencia y Educación Avanzada introdujo "cuentas de estudio" (Studienkonten) desarrolladas junto con el profesor Zoellner. Durante el período de transición, los sobrecargos en la cuenta conllevan a una tarifa fija de 650 Euro para cada semestre de más. Las cuentas de estudio permiten un estudio sin pago extra siempre y cuando el tiempo de estudio no superó 1.75 veces el tiempo estándar. En un segundo paso, las cuentas serán cargadas con el tiempo real usado. Aún hay dudas sobre si este enorme esfuerzo administrativo repercutirá en una mejora de las condiciones académicas. 
Desde 2008 la JGU es sede de la oficina editorial del Management International Review.

## Instalaciones
La Universidad de Maguncia es una de las pocas universidades de Alemania basadas en un campus. Casi todas las instituciones e instalaciones están localizadas en lo que eran barracas en el suroeste de la ciudad. El centro médico de la universidad está situado fuera del campus. Lo mismo ocurre con el departamento de Lingüística Aplicada y Ciencias Culturales, que fue integrada en la universidad en 1949 y está localizada en Germersheim. Cerca del campus de la universidad se encuentran el Instituto Max Planck de Química y el de Investigación de Polímeros, así como el acelerador de electrones MAMI, el reactor de investigación TRIGA, el jardín botánico un estadio de deportes y una piscina cubierta. Algo único en el panorama de enseñanza superior es la integración del Conservatorio de Renania-Palatinado, la Academia de Artes Visuales y el Colegio de Atletismo en una universidad.

## Sitios de interés
- Jardín Botánico de la Universidad de Maguncia, jardín botánico de la universidad

## Alumnos célebres
Entre los alumnos célebres caben destacar los políticos Rainer Brüderle (FDP), ministro federal de economía y tecnología y Franz Josef Jung (CDU), antiguo ministro federal de trabajo y asuntos sociales, así como el comentarista deportivo Béla Réthy y el cantante de Modern talking Thomas Anders.